# Wainfleet
Wainfleet es un municipio canadiense situado en la provincia de Ontario.

## Superficie
Wainfleet tiene una superficie de 217,53 km².

## Demografía
En 2021, tenía 6887 habitantes, una densidad poblacional de 31,7 hab./km², y 3116 viviendas.